# Olesicampe pallidipes
Olesicampe pallidipes är en stekelart som först beskrevs av Per Abraham Roman 1926.  Olesicampe pallidipes ingår i släktet Olesicampe och familjen brokparasitsteklar. Inga underarter finns listade i Catalogue of Life.